# Rio Ajarani
O rio Ajarani é um rio brasileiro ao centro do estado de Roraima. Seu curso dá-se no município de Iracema e Caracaraí, tendo como foz o rio Branco.